# Спалах (фільм)
Спалах (англ. Flashpoint) — американський трилер 1984 року.

## Сюжет
1984 рік, штат Техас. Двоє прикордонників Боб Логан і Ерні Вайт випадково виявляють в пустелі напівзасипаний піском джип, в якому знаходять гвинтівка з оптичним прицілом, 800 тисяч доларів і скелет. Хлопці вирішують привласнити гроші собі, але, тим не менш, починають власне розслідування і виявляють зв'язок із убивством президента США Джона Кеннеді. Але незабаром в пустелі з'являються федеральні агенти, які намагаються зберегти інформацію про знахідку в таємниці.

## У ролях
| Актор              | Роль         |
| ------------------ | ------------ |
| Кріс Крістофферсон | Боббі Логан  |
| Тріт Вільямс       | Ерні Вайт    |
| Ріп Торн           | шериф Веллс  |
| Кевін Конвей       | Брук         |
| Кертвуд Сміт       | Карсон       |
| Мігель Феррер      | Роже         |
| Джин Смарт         | Доріс        |
| Гай Бойд           | Ламбасіно    |
| Марк Слейд         | Готорн       |
| Робертс Блоссом    | Амарілло     |
| Тесс Гарпер        | Еллен        |
| Террі Александер   | Петерсон     |
| Баррі Девіс        | Макс         |
| Сем Едельман       | Ван Драйвер  |
| Роберт Елліотт     | Майкл Кертіс |
| Вільям Френкфазер  | Лейсі        |